# 東京教育専門学校

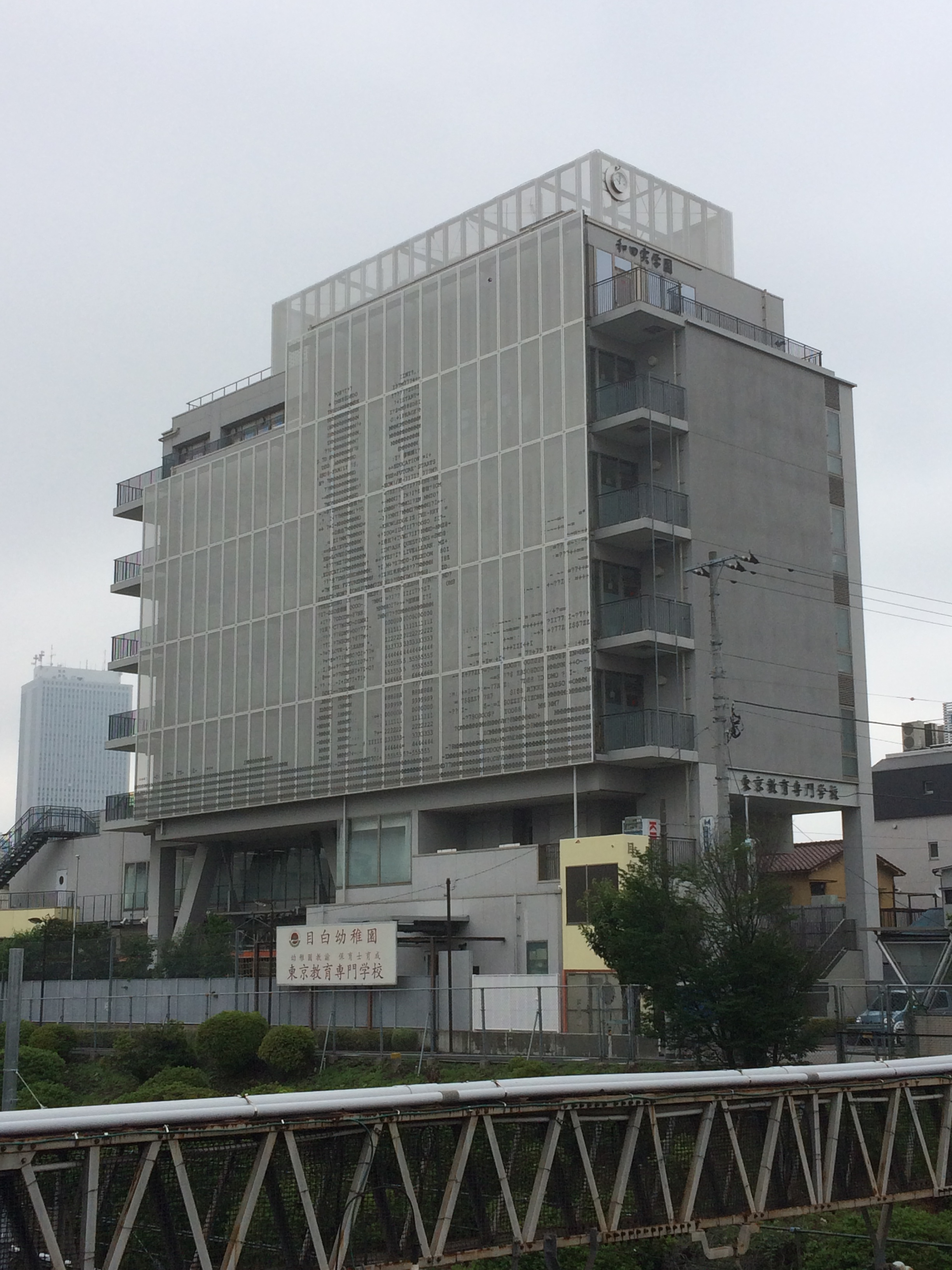
東京教育専門学校目白本館

東京教育専門学校（とうきょうきょういくせんもんがっこう）とは、東京都豊島区にある幼稚園教諭2種免許（国家資格）及び保育士資格（国家資格）が2年間で卒業と同時に取得できる専門学校（専門士称号付与校）。文部科学省・厚生労働省認可。東京学芸大学が指導校。

## 所在地
- 目白本館：東京都豊島区目白2-38-4

## 取得資格
- 卒業と同時取得（2年課程）
  - 幼稚園教諭2種免許（国家資格）
  - 保育士資格（国家資格）
- 選択科目により取得
  - 救急・蘇生法
  - レクリエーション・インストラクター
  - 乳幼児健康体育指導士
  - 児童厚生二級指導員

## 運営主体
- 学校法人和田実学園

## 沿革
- 1930年　目白幼稚園保姆養成所開校
- 1934年　東京目白保姆学校と改称
- 1945年　戦災で校舎焼失、休校
- 1950年　東京教育専修学校として改称して再開
- 1951年　学校法人となり、法人名を目白保育学園と称す。教育職員免許法により、文部大臣の指定校となる
- 1969年　厚生大臣の指定校となる
- 1976年　東京教育専門学校と改称
- 1990年　法人名を学校法人和田実学園と改称
- 1995年　専門士（教育・社会福祉専門課程）の称号付与校となる
- 2009年　目白駅前に新校舎完成

## アクセス
- 目白本館：JR線目白駅徒歩1分